# Efebofilie

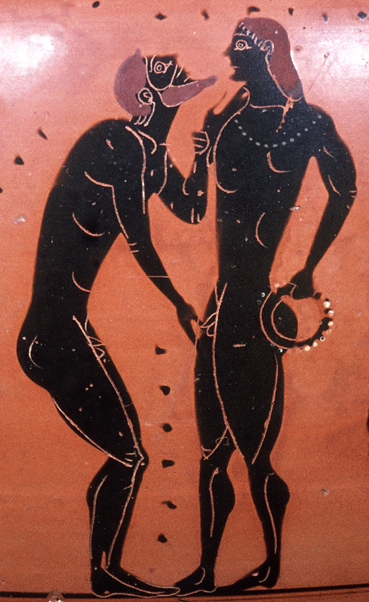
Výjev efebofilní náklonnosti na amfoře

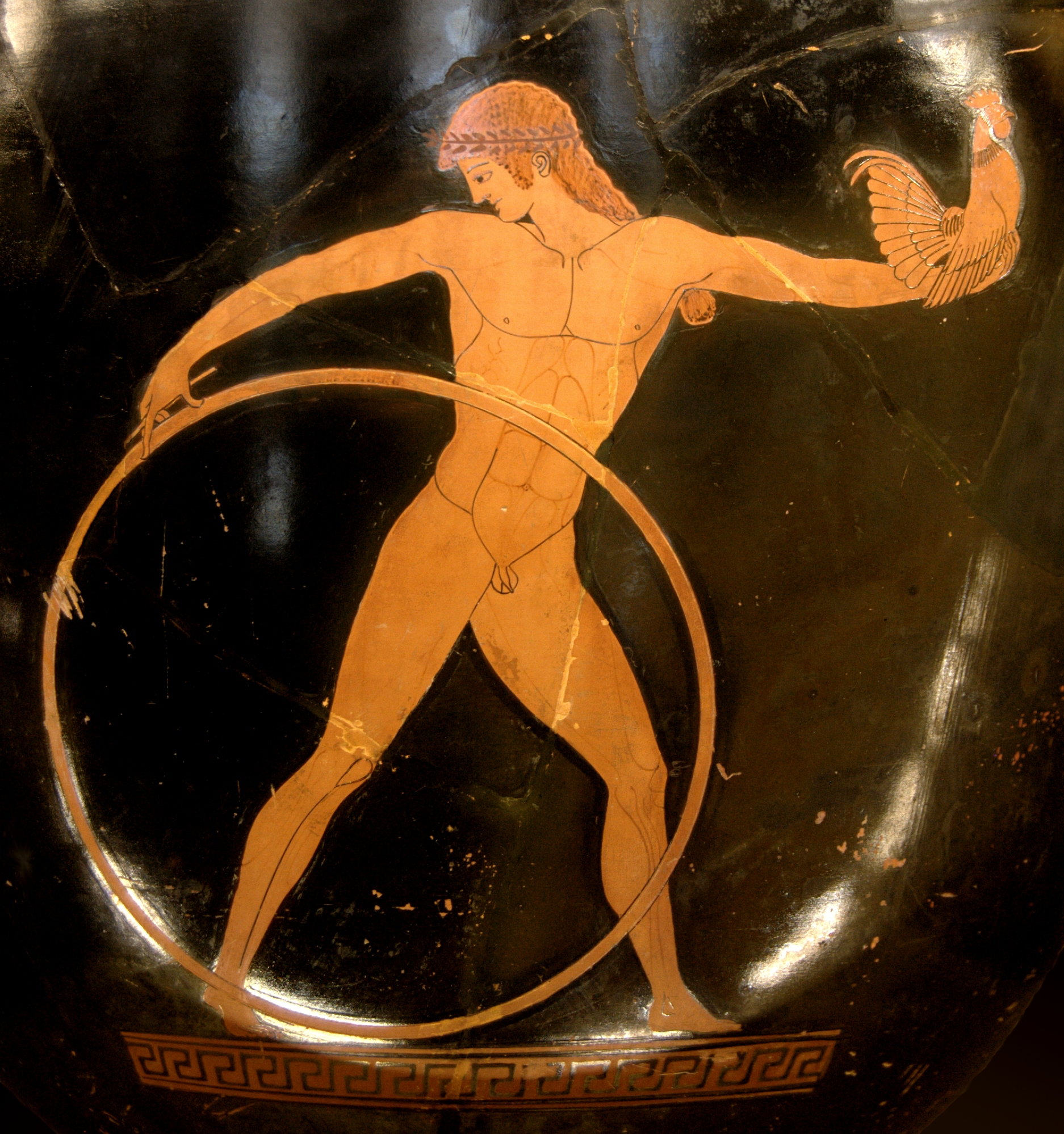
Ganymédés s obručí, symbolem mládí, a kohoutem, tradičním dárkem pro chlapce

Efebofilie je Erotické zaměření na chlapce v Prepubertálním věku (10-20 Let) se známkami dospívání Lidé, u nichž je tato náklonnost rozeznána, jsou nazýváni efebofilové. Efebofilie není považována za mentální poruchu.

## Původ
Slovo v sexuologii zavedl nejspíš někdy okolo roku 1906 německý sexuolog Magnus Hirschfeld. Původně bylo užíváno k označení jednoho z typů mužské homosexuality. Bylo uměle vytvořeno z řeckého slova έφηβος (eféb, efebos), užívaného v Aténách pro mladíky v určité fázi občanské přípravy, a slova φιλία (filia), které znamená přátelskou náklonnost, lásku. Efebofilie není oficiální nozologickou jednotkou v lékařských klasifikacích a termín není v odborné literatuře příliš rozšířen. Význam slova není přesně ustálen, například Kurt Freund rozlišoval dva typy efebofilie podle toho, zda zkoumaná osoba reagovala více na starší dospívající nebo na mladší dospívající. Efebofilie se považuje za specifický typ nebo rys homosexuality. Někdy je považována za specifický typ nebo obvyklý projev pedofilie, jindy je naopak od pedofilie odlišována. Rozlišování a hranice pojmů jsou většinou umělé a arbitrární, protože ve skutečnosti „zájmová“ věková pásma jsou různě široká, nemají ostré hranice a navzájem se prolínají.
Původní starořecké slovo pederastie označovalo typ vztahu, k němuž byli nejlépe disponováni lidé, které bychom dnes nazvali efebofily. Termín efebofilie se užívá spíše v kontextu sexuologickém nebo psychiatrickém, termín pederastie v kontextu kulturologickém a sociologickém. Zejména v minulosti se slovo pederast užívalo jak k označení homosexuála, tak i k označení pedofila zaměřeného na chlapce. K tradici řecké pederastie se obvykle hlásí jak homosexuální, tak pedofilní aktivisté.